# 八村輝夫
八村 輝夫（はちむら てるお、1937年〈昭和12年〉10月8日 - ）は日本の実業家。鳥取銀行元頭取。鳥取商工会議所元会頭。鳥取環境大学元理事長。父は鳥取銀行元頭取の八村信三。兄は小野田セメント（現：太平洋セメント）取締役の八村義郎。弟は工学者で立命館大学名誉教授の八村広三郎。

## 経歴
鳥取県鳥取市出身。鳥取銀行元頭取の八村信三・緑夫妻の二男として生まれる。鳥取県立鳥取東高等学校を経て、1961年（昭和36年）東京大学法学部を卒業し、三和銀行（現：三菱UFJ銀行）に入行。1974年（昭和49年）7月シカゴ支店調査役、1977年（昭和52年）営業本部第二部次長、1978年（昭和53年）4月同第一部次長を歴任。
1980年（昭和55年）2月鳥取銀行へ転じ大阪支店長、同年6月取締役、1982年（昭和57年）6月常務に就任。1986年（昭和61年）2月公務部東部中部地区担当を委嘱し、同年12月副頭取を経て、1987年（昭和62年）頭取に就任。1997年（平成9年）12月（代表）会長。2003年（平成15年）鳥取商工会議所会頭に就任。

## 家族・親族
- 父・信三（1908年（明治41年）12月29日生） 
東京帝国大学経済学部卒[4]。鳥取銀行元頭取[4]。鳥取ガス元監査役[4]。鳥取商工会議所元会頭[4]。
- 母・緑（生没年不詳）[4]
- 継母・純子（1921年（大正10年）5月14日生） 
父は鳥取貯蓄銀行（現：鳥取銀行）元取締役の西尾善孝[5]。
- 兄・義郎（1934年（昭和9年）12月19日生） 
京都大学法学部卒。小野田セメント（現：太平洋セメント）元取締役[4]。
- 弟・広三郎（1948年（昭和23年）6月29日生）
京都大学工学部卒。立命館大学名誉教授[3][4]。滋賀県地域情報化推進会議顧問[3]。
- 妻・恵美子（1938年（昭和13年）1月3日生） 
津田塾大学学芸学部卒[4]。
- 長男・敏志（1965年（昭和40年）2月17日生） 
東京大学農学部卒。東京大学大学院農学生命科学研究科教授[4][6][7]。
- 次男・宏志（1973年（昭和48年）3月20日生）[4]
北海道大学教育学部卒。鳥取県職員。